# کازوله دالسا
کازوله دالسا (به ایتالیایی: Casole d'Elsa) یک کومونه در ایتالیا است که در استان سیه‌نا واقع شده‌است.

## خصوصیات
کازوله دالسا ۱۴۸٫۸ کیلومترمربع مساحت و ۳٬۶۲۳ نفر جمعیت دارد و ۴۱۷ متر بالاتر از سطح دریا واقع شده‌است.